# Ordre du Cheok d'or
L’ordre du Cheok d'or (ou grand ordre du Cheok d'or, ou ordre de Taejo, ou ordre du Souverain d'or ou grand ordre du Souverain d'or) (hangeul : 대훈위금척대수장 ; hanja : 大勳位金尺大綬章) est un ordre de l'empire de Corée, créé par l'empereur Kojong le 17 avril 1900. C'est l'ordre le plus prestigieux de l'empire de Corée, il est décerné aux membres de la famille royale, aux chefs d'État étrangers, aux princes et plus rarement à certaines personnes étant déjà été décoré par l'ordre des Étoiles auspicieuses et qui ont rendu des services méritoires. Cet ordre n'a qu'une seul classe et est la plus haute distinction de l'empire de Corée. Il est nommé en référence au souverain coréen Taejo.
Cet ordre est ouvert aux civils et aux militaires et est le pendant coréen de l'ordre japonais du Chrysanthème. Cet ordre s'est éteint en 1910 avec l'annexion de la Corée par le Japon.

## Histoire
Le décret impérial n°13 de l'empereur Kojong du 17 avril 1900 fonde l'ordre du Cheok d'or, en lui attribuant l'ordre de préséance le plus élevé de l'Empire.
L'ordre de Taejo a été nommé en référence à la légende selon laquelle le souverain coréen Taejo, 1er roi de la dynastie Joseon, en rêvant avant son accession au trône aurait reçu le « Cheok d'or »,,.
Elle était portée par l'empereur Kojong et les autres membres de la famille impériale, et était également décernée aux fonctionnaires militaires et civils ayant accompli des exploits particuliers. Les récipiendaires de la décoration avait aussi droit à une pension de 600 à 1000 won, et il y avait également une subvention de 2000 won. 
L'ordre est ouvert aux civils et aux militaires.
Il est le pendant coréen de l'ordre japonais du Chrysanthème,.

## Nomination
Cet ordre très prestigieux est décerné à la famille royale, aux chefs d'État étrangers, aux princes et plus rarement à certaines personnes étant déjà été décoré par l'ordre des Étoiles auspicieuses et qui ont rendu des services méritoires.

## Ordre de préséance
C'est l'ordre le plus haut de l'empire de Corée, il est immédiatement supérieur de l'ordre des Étoiles auspicieuses.

## Grades
Cet ordre n'a qu'une seul et unique classe,.

## Apparence

### Médaille suspendue
La médaille suspendue est une étoile à quatre branches, en argent émaillé. La médaille mesure 76mm sur 109mm. Chacune des quatre branches sont composées de trois longs rayons émaillés blancs, et de cinq court rayons émaillés blancs dans chaque angle. Douze fleurs de pruniers émaillés blancs sont disposées en arc de cercle entre les longs rayons de chaque branche. En son centre, se trouve un symbole du taeguk bleu et rouge duquel part quatre courtes règles dorées. 
L'avers de la suspension représente cinq feuilles vertes surmontées d'une fleur blanche de prunier ; le revers de la suspension représente la même chose sans les veines des feuilles avec des caractères coréens en hanja signifiant « grande décoration du Cheok d'or » .

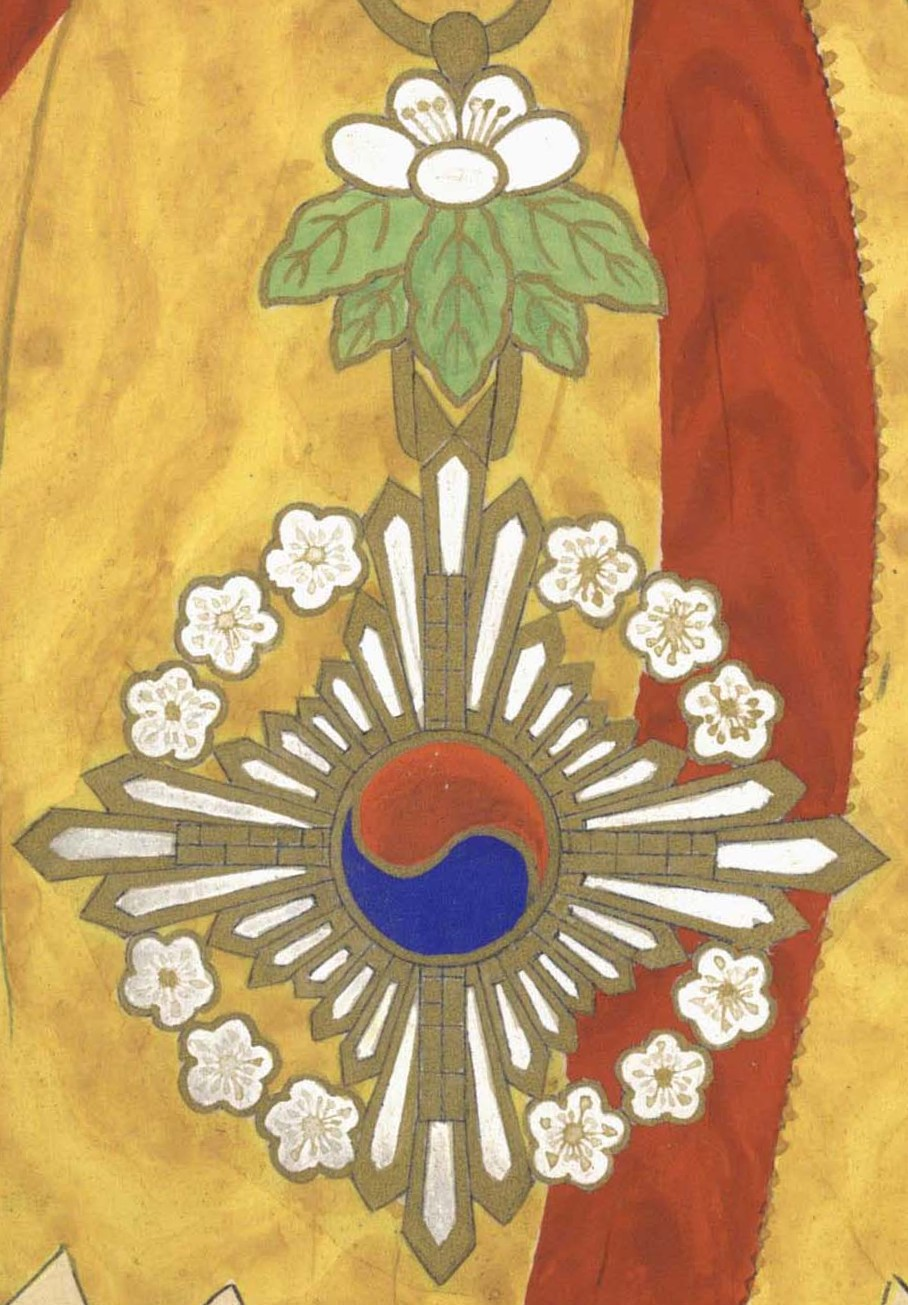
Médaille pendante de l'ordre
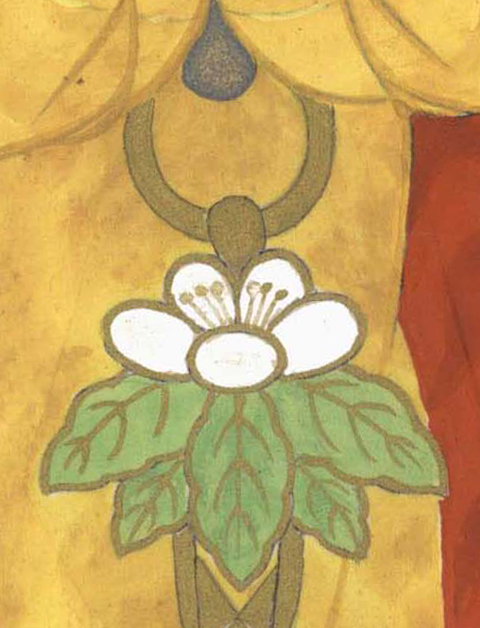
Suspension de la médaille pendante, avers
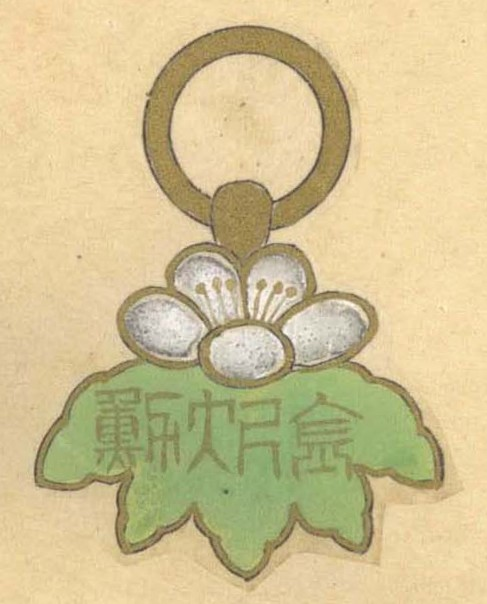
Suspension de la médaille pendante, revers

### Médaille en plaque
La médaille en plaque est une étoile à quatre branches, en argent émaillé. La médaille est convexe et mesure 91 mm de diamètre. Chacune des quatre branches sont composées de trois longs rayons émaillés blancs.
Douze fleurs de pruniers émaillés blancs sont disposées en arc de cercle entre les longs rayons de chaque branche. Le centre représente un taeguk bleu et rouge duquel part quatre courtes règles dorées. Le symbole rond du taeguk est encerclé par 28 court rayons émaillés blancs. Le revers de la médaille porte les mêmes inscriptions que la médaille suspendue.

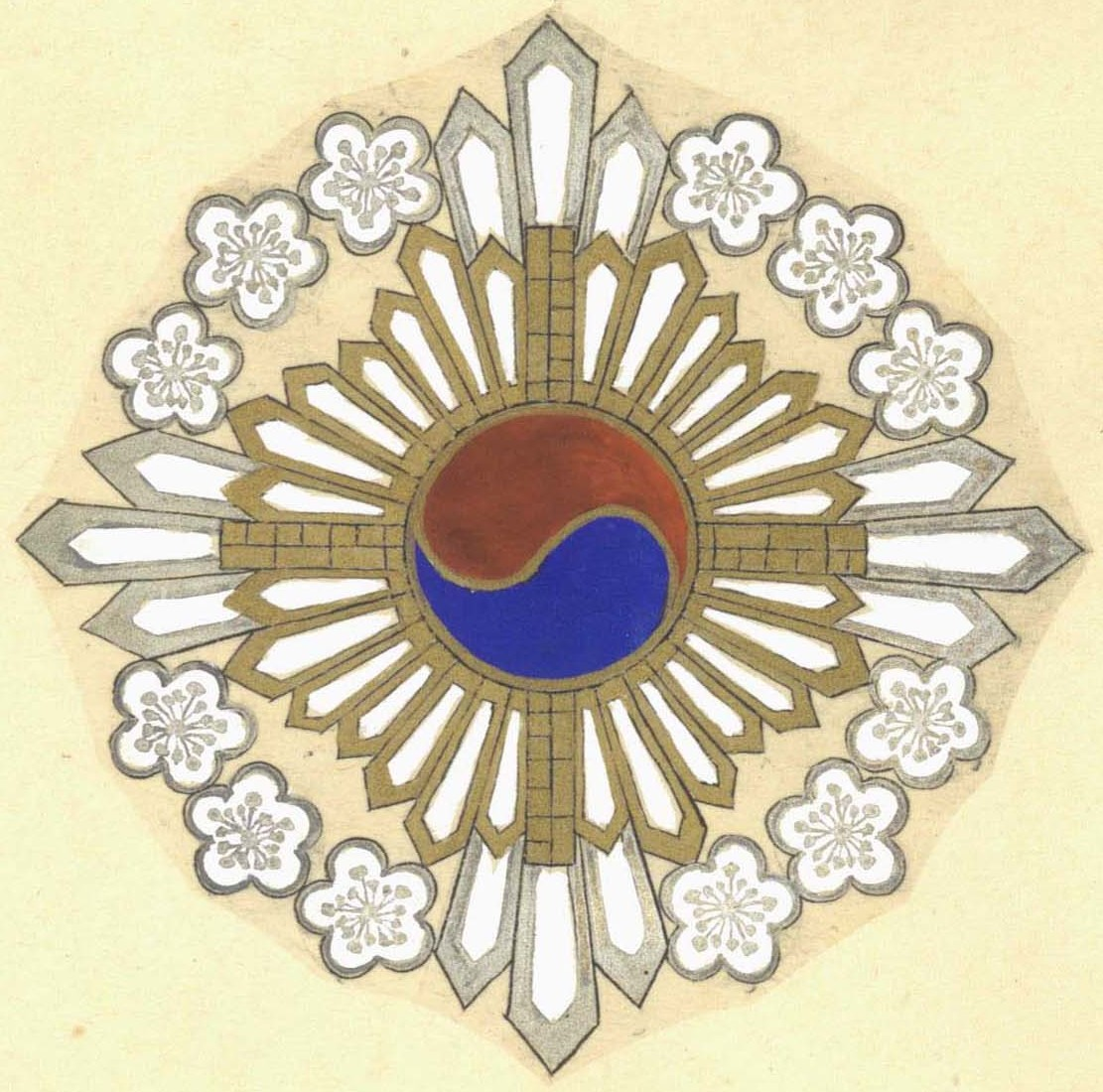
Médaille en plaque de l'ordre, avers
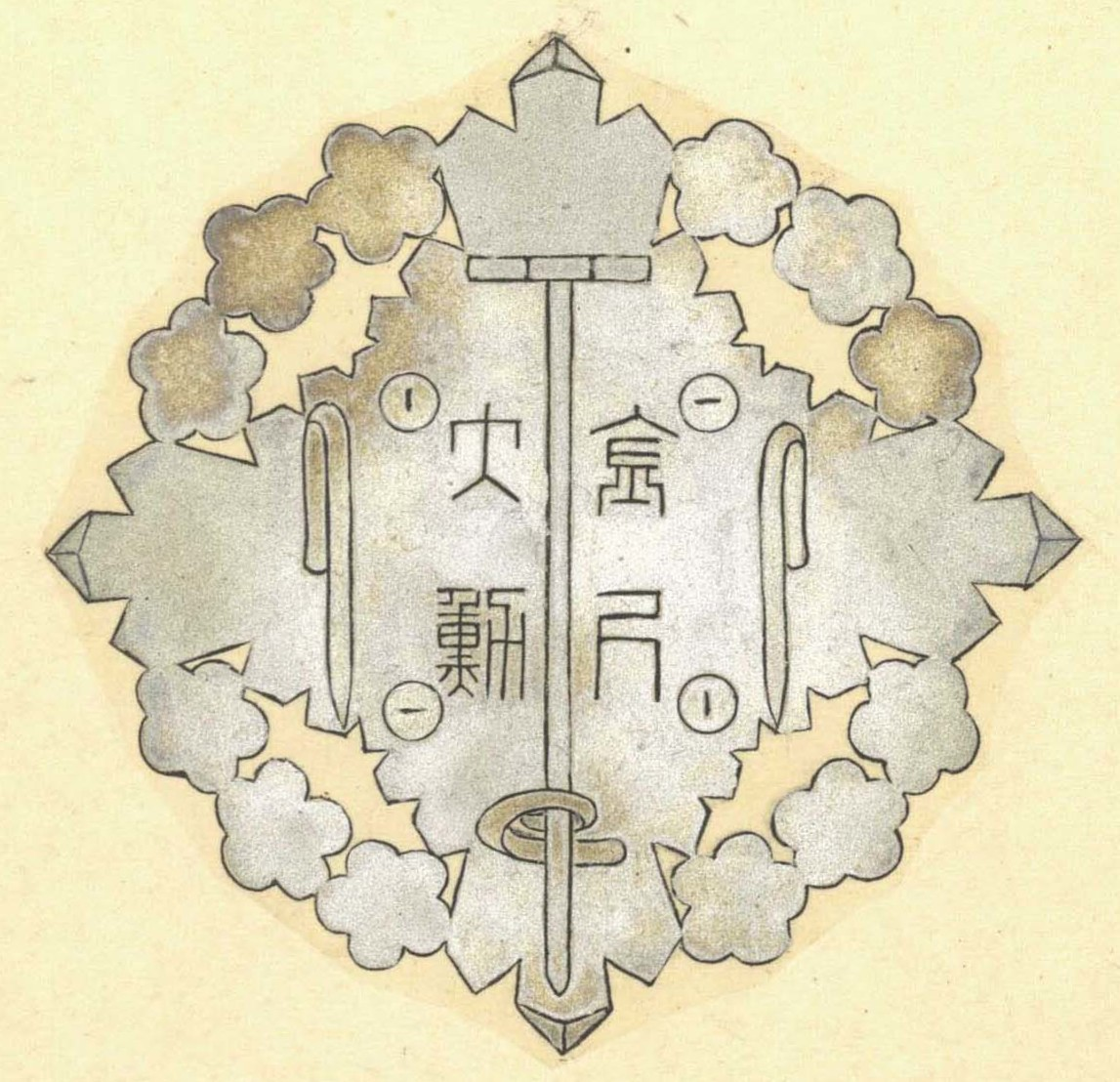
Médaille en plaque de l'ordre, revers

### Écharpe
L'écharpe de la décoration est en soie moirée. Elle mesure 108 mm de large. Elle porte les couleurs impériales, au centre du jaune doré sombre, et aux extrémités du rouge (19 mm). La rosette de l'écharpe est en forme de fleur de prunier et mesure 100 mm. L'écharpe se porte depuis l'épaule droite. La rosette est en jaune, avec au centre un cercle rouge.

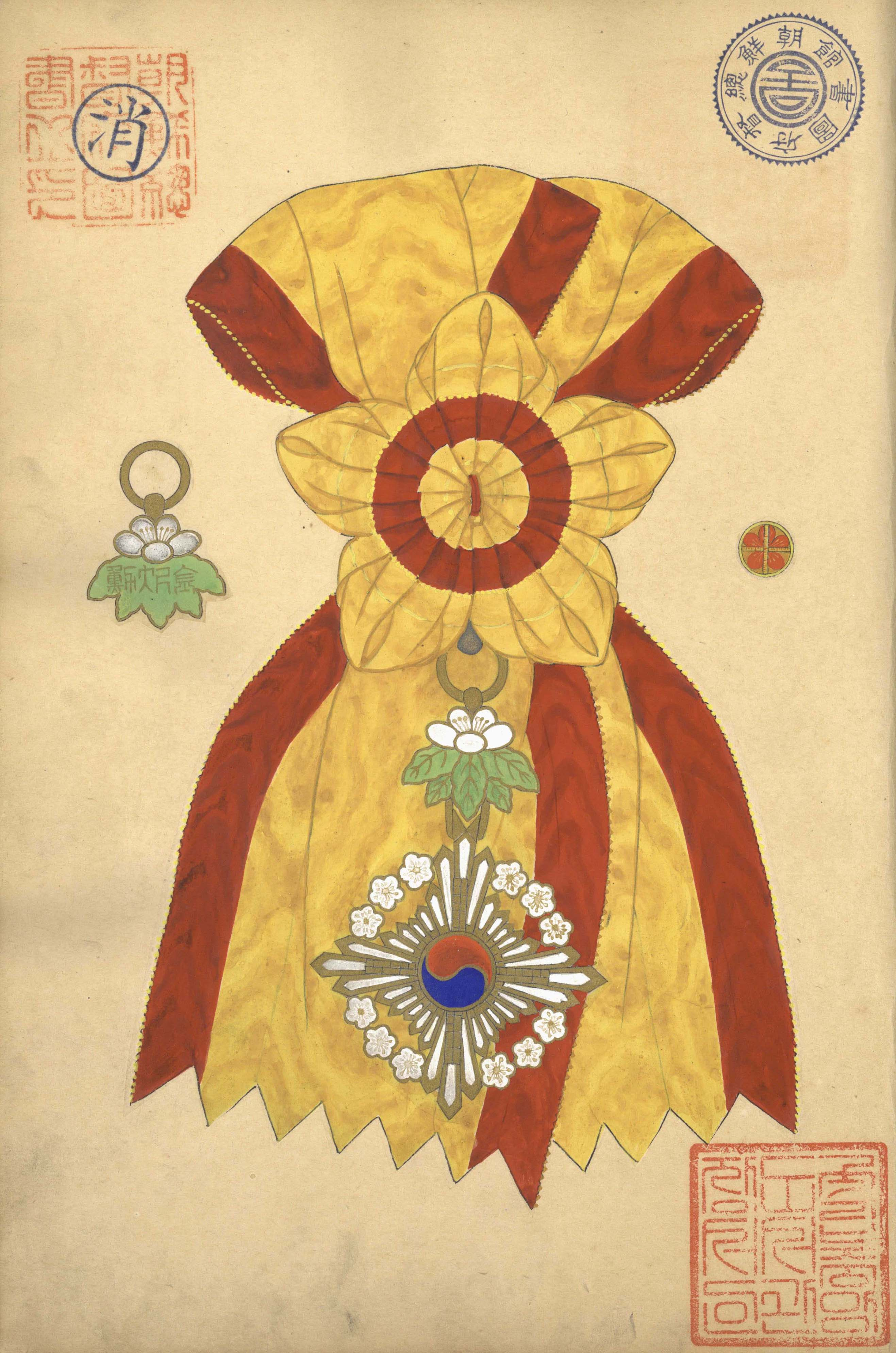
Écharpe en soie moirée
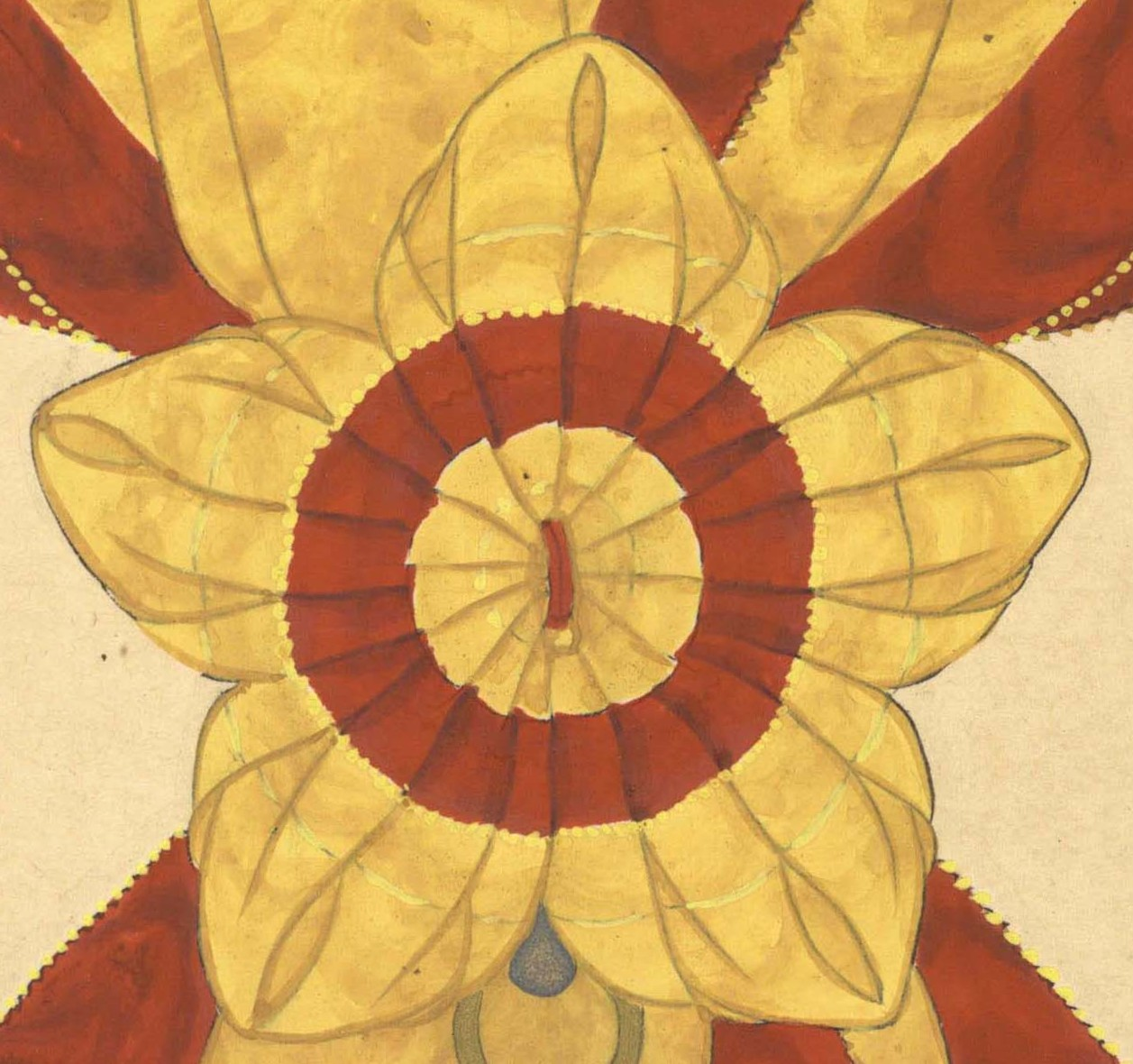
Rosette de l'écharpe de l'ordre
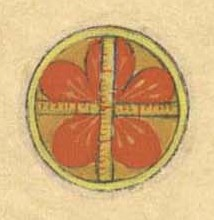
Retour de boutonnière de l'ordre

### Décorations de fabrications européennes
Les médailles produites en Europe comportent quelques différences, comme la forme du plus haut rayon, le système d'accroche avec la suspension, et les veines des feuilles au revers de la suspension.
Les médailles en plaques de fabrication européennes ont un aspect plus moderne, elles n'ont pas d'inscription au revers, et ont un taeguk au centre de forme convexe.